# Alexandre Cougnaud

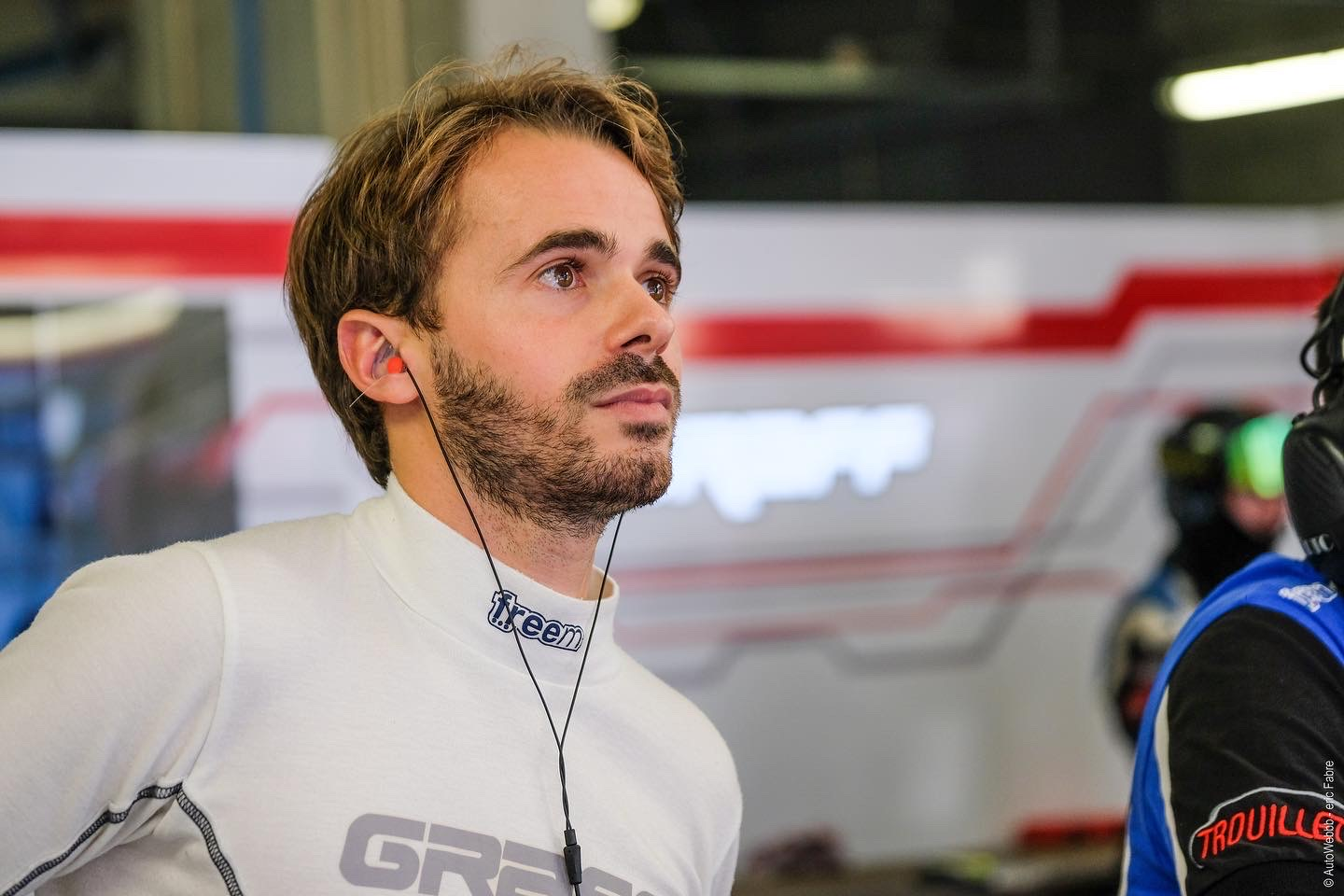
Alexandre Cougnaud 2019

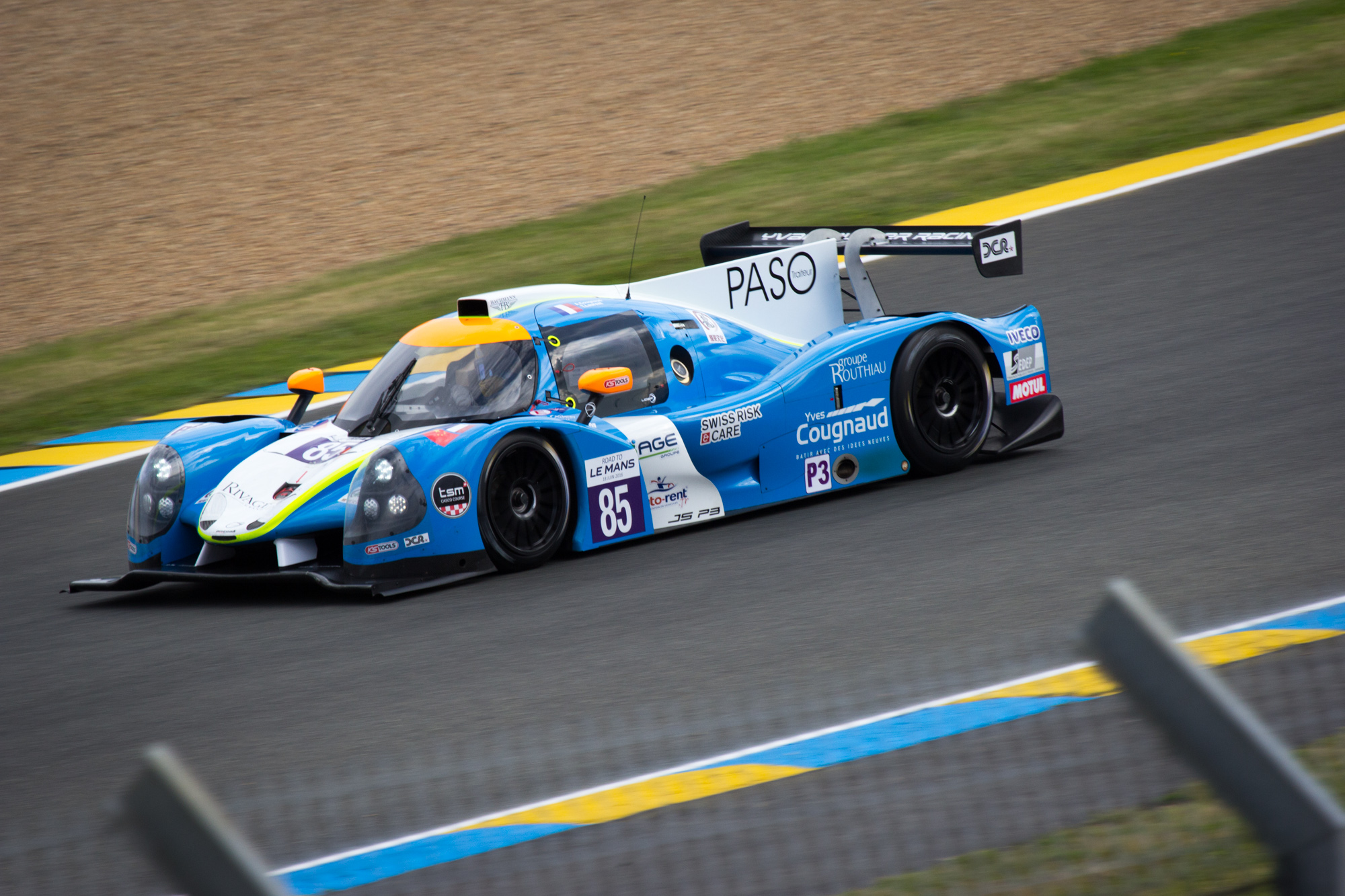
Alexandre Cougnaud im Ligier JS P3

Alexandre Cougnaud (* 5. Dezember 1991 in Les Sables-d’Olonne) ist ein französischer Autorennfahrer.

## Karriere als Rennfahrer
Im Unterschied zum Gros seiner Zeitgenossen fuhr Alexandre Cougnaud als Teenager kaum Kartrennen. Erst als 17-Jähriger beteiligte er sich 2008 an dieser Form des Motorsports und stieg bereits ein Jahr später auf Monopostos um. Er startete unter anderem in der Formel Ford und beendete 2012 die European F3 Open hinter Kevin Giovesi und Moisés Soriano an der dritten Stelle. Nach einem weiteren Jahr in der Formel 3 wechselte er 2014 in den Porsche Carrera Cup Frankreich. 
Der Sieg beim Road to Le Mans 2016 (gemeinsam mit Thomas Laurent im LMP3-Ligier LSP3) war der Einstieg in den Sportwagensport. Nach dem zweiten Rang in der LMP3-Klasse der European Le Mans Series 2017 startete er dort ab 2018 mit LMP2-Fahrzeugen. 2022 debütierte er für DKR Engineering beim 24-Stunden-Rennen von Le Mans. Mit den Teampartnern Jean Glorieux und Laurents Hörr klassierte er sich im Oreca 07 an der 22. Stelle der Gesamtwertung.

## Statistik

### Le-Mans-Ergebnisse
| Jahr | Team            | Fahrzeug | Teamkollege   | Teamkollege   | Platzierung | Ausfallgrund |
| ---- | --------------- | -------- | ------------- | ------------- | ----------- | ------------ |
| 2022 | DKR Engineering | Oreca 07 | Jean Glorieux | Laurents Hörr | Rang 22     |              |

### Einzelergebnisse in der FIA-Langstrecken-Weltmeisterschaft
| Saison | Team            | Rennwagen | 1   | 2   | 3   | 4   | 5   | 6   |
| ------ | --------------- | --------- | --- | --- | --- | --- | --- | --- |
| 2022   | DKR Engineering | Oreca 07  | SEB | SPA | LEM | MON | FUJ | BAH |
| 2022   | DKR Engineering | Oreca 07  | 22  |     |     |     |     |     |